# Critarquia
La critarquia o critocràcia és el govern dels jutges (en hebreu: שופטים‎,, shoftim) de l'antic Israel durant el període descrit al Llibre dels Jutges. Com que està formada per paraules del grec κριτής (“kritès”, jutjat, o “krito”, jutjar) i ἄρχω (arkhō, govern) el seu ús s'ha expandit per a identificar el sistema polític fonamentat en el govern realitzat per jutges en el sentit modern, com ara en el cas de les zones de Somàlia regides sota els jutges en la tradició xeer, o la Mancomunitat Islandesa durant l'edat mitjana, una fase tardana i aïllada de la societat tribal germànica més antiga.